# Zdzisław Gomoła
Zdzisław Gomoła (ur. 16 września 1918 w Woli Osowińskiej, zm. 9 grudnia 1977 w Łukowie) – polski polityk, poseł na Sejm PRL IV i V kadencji.

## Życiorys
W wieku 14 lat ukończył szkołę podstawową w Woli Osowińskiej, a w wieku 38 lat ukończył Liceum Ogólnokształcące w Łukowie. W czasie II wojny światowej był żołnierzem Batalionów Chłopskich, od 1942 ścigany przez Gestapo ukrywał się. W grudniu 1944 wybrany przez walne zebranie na kierownika spółdzielni GS w Woli Osowińskiej, na którym to stanowisku pracował do 1952. Następnie w Gminnej Radzie Narodowej, a potem w Powiatowej Radzie Narodowej w Łukowie. 1 kwietnia 1956 został przeniesiony do pracy w Powiatowym Komitecie Zjednoczonego Stronnictwa Ludowego w Łukowie na stanowisko prezesa i pełnił tę funkcję do 9 grudnia 1963, kiedy to Powiatowa Rada Narodowa w Łukowie wybrała go na zastępcę przewodniczącego prezydium PRN. 8 grudnia 1967 został wybrany na przewodniczącego prezydium PRN w Lubartowie.
Poseł na Sejm PRL IV i V kadencji z okręgu Radzyń Podlaski. Przez dwie kadencje zasiadał w Komisji Spraw Wewnętrznych.
Zginął śmiercią tragiczną. Był odznaczony Krzyżem Kawalerskim Orderu Odrodzenia Polski.